# Aldo Eminente
Aldo Eminente, född 19 augusti 1931 i Hanoi, Franska Indokina, död 25 augusti 2021, var en fransk simmare.
Eminente blev olympisk bronsmedaljör på 4 x 200 meter frisim vid sommarspelen 1952 i Helsingfors.